# Podobozy KL Lublin na Majdanku
Podobozy KL Lublin na Majdanku – zespół jedenastu obozów podległych w trakcie II wojny światowej niemieckiemu obozowi KL Lublin na Majdanku.

## Wykaz podobozów
| Lp. | Nazwa obozu         | Miejscowość                                             | Czas istnienia                         | Przeznaczenie                              | Liczba więźniów                          | Najemca                                                       |
| --- | ------------------- | ------------------------------------------------------- | -------------------------------------- | ------------------------------------------ | ---------------------------------------- | ------------------------------------------------------------- |
| 1.  | DAW Lublin          | Lublin, ul. Lipowa, ul. Chełmska oraz zakład w Puławach | 1940–1944                              | Koncern wielobranżowy                      | Rocznie od 1.220 (1940) do 15.779 (1944) | Deutsche Ausrüstungswerke (DAW)                               |
| 2.  | Arbeitslager Radom  | Bliżyn i Radom                                          | Przyłączony do Majdanka od zimy 1944   | Warsztaty, fabryki                         | Ok. 2500 osób                            | Deutsche Ausruestungswerke (DAW)                              |
| 3.  | Arbeitslager Blizyn | Bliżyn                                                  | Przyłączony do Majdanka od zimy 1944   | Kamieniołom oraz warsztaty                 | Kilka tysięcy osób                       | Deutsche Ausrüstungswerke (DAW), Ostidnustrie                 |
| 4.  | BKW Lublin          | Lublin, ul. Chełmska                                    | 1941 – 1944                            | Praca przy tekstyliach                     | Ponad 200 os.                            | Bekleidungswerke Dachau – Außenstelle Lublin, Ostindustrie    |
| 5.  | Bydzyn              | Budzyń k. Kraśnika                                      | VI 1944 – I 1945                       | Przemysł lotniczy                          | Ok. 1000 więźniów                        | Heinkel                                                       |
| 6.  | KL Warschau         | Warszawa, przy ul. Gęsiej                               | Podporządkowany Majdankowi w maju 1944 | Różnorodne komanda, m.in. wyburzanie getta | Kilka tysięcy więźniów                   | Różne, m.in. Ostdeutsche Tiefbau, Berlinische Baugesellschaft |

## Wykaz podobozów zwanych komandami zewnętrznymi
| Lp. | Nazwa obozu                                | Miejscowość                            | Czas istnienia            | Przeznaczenie                                                       | Liczba więźniów     | Najemca        |
| --- | ------------------------------------------ | -------------------------------------- | ------------------------- | ------------------------------------------------------------------- | ------------------- | -------------- |
| 7.  | SS- und Polizeiführerkommando – Sportplatz | Lublin (Wieniawa), przy ul. Ogródkowej | wiosna 1942 – wiosna 1944 | Wyburzanie zabudowań żydowskich i niwelowanie cmentarza żydowskiego | od 120-600 więźniów | Na potrzeby SS |
| 8.  | Standortverwaltungskommando                | Lublin                                 | 1942 – 1943               | Praca przy komendzie garnizonu SS                                   | Kilkadziesiąt osób  | Na potrzeby SS |
| 9.  | Trawniki                                   | Trawniki (województwo lubelskie)       | Jesień 1942               | Praca przy budowie mostu                                            | 50 więźniów.        | /-/            |
| 10. | Sägewerkkommando Piaski                    | Piaski k. Lublina                      | 1943?                     | Tartak                                                              | Kilkanaście osób    | /-/            |
| 11. | ?                                          | Chełm                                  | 1944 – kwiecień?          | W dyspozycji dywizji SS „Viking”                                    | 20 więźniów         | Na potrzeby SS |

## Plany przyłączania dalszych obozów
Komendanturze Majdanka zamierzano w 1943 roku podporządkować m.in. obozy w Trawnikach, Poniatowej, Lwowie i Płaszowie. Do tych zmian strukturalnych nie doszło, po powstaniu w Sobiborze trzy pierwsze obozy zamknięto mordując więźniów, a Płaszów stał się samodzielnym Konzentrationslager.